# Star Wars Jedi Knight: Jedi Academy
Star Wars Jedi Knight: Jedi Academy (oft bezeichnet als Jedi Knight 3) ist der offizielle Nachfolger des Spiels Star Wars Jedi Knight II: Jedi Outcast und wurde im September 2003 weltweit veröffentlicht. Es bildet den Abschluss der Jedi-Knight-Reihe.
Das Spiel wurde 2003 für Mac OS X, Windows und Xbox veröffentlicht. Es folgten mehrere Neuveröffentlichungen, so ist das Spiel 2009 auf Steam für neuere Windows-Versionen erschienen. Weiterhin wurde das Spiel in das Abwärtskompatibilitäts-Programm für Xbox 360 und Xbox One aufgenommen. Im September 2019 wurde eine Umsetzung des Spiels für Nintendo Switch und PlayStation 4 für 2020 angekündigt.

## Handlung

### Einleitung
Die Handlung schließt an die Ereignisse von Jedi Outcast an. Luke Skywalker ist weiterhin damit beschäftigt, die neue Jedi Akademie auf Yavin 4 aufzubauen. Kyle Katarn unterstützt ihn bei der Ausbildung der neuen Padawane. Der Spieler übernimmt in Jedi Academy die Rolle von Jaden Korr, einem vielversprechender Schüler, der von Coruscant stammt und der in der Lage war, ohne Training ein Lichtschwert zu konstruieren.
Zu Beginn befindet sich Jaden auf dem Weg zur Akademie, um seine Ausbildung zu beginnen. Im Shuttle trifft er auf den nervösen Rosh Penin, einen seiner Mitschüler, wobei der Transporter unter Beschuss gerät und notlanden muss. Jaden und Rosh schlagen sich zu einem nahegelegenen Massassi-Tempel durch. Dort angekommen beobachtet Jaden eine weibliche Twi'lek, welche ein Artefakt aus dem Tempel, ein Zepter, entwendet hat. Er wird bewusstlos geschlagen und kommt erst wieder zu sich, als Kyle Katarn, Luke Skywalker und weitere Jedi am Tempel eintreffen.
Endlich an der Akademie werden alle neuen Schüler begrüßt. Jaden und Rosh werden Kyle zugeteilt und die Grundlagenausbildung (Tutorial) beginnt. Dabei deutet sich an, dass Rosh sich in einem Machtkampf mit Jaden wähnt und in unbedacht in Gefahr gebracht hat. Luke hat herausgefunden, dass es sich bei dem Zepter um das von Marka Ragnos, einem mächtigen Sith-Lord, der seit 5000 Jahren tot ist, handelt. Er sendet alle Jedi hinaus in die Galaxie, um die Aktivitäten des Kults um Marka Ragnos zu untersuchen.

### Schüler-Missionen
- Tatooine: Ein Schmugglerring in Mos Eisley fällt den Jedi auf. Der Millenniumfalke und Kyles Schiff werden mit einem Fesselstrahl festgehalten. Jaden und Chewbacca sorgen für Ordnung.
- Tatooine: Ein Feuchtfarmer hat Informationen über einen Sith-Kult in einer R5 Einheit gespeichert. Jaden muss Tusken-Krieger besiegen, die Jawas in dieser Region der Wüste suchen und den Roboter aus ihrer Sandraupe befreien.
- Bakura: Unbekannte haben die Kontrolle über eine Energiestation in den Bergen übernommen und bitten die Jedi um Hilfe.
- Blenjeel: Ein Notrufsignal führt Jaden zur Absturzstelle eines Händlerraumschiffs. Im Sand lebende Kreaturen töten alle Lebewesen, die sich darauf bewegen. Jaden muss sich geschickt durch die Trümmer des Raumschiffs bewegen, um Ersatzteile zu finden, damit er den Planeten wieder verlassen kann.
- Corellia: In der Stadt Coronet gibt es Hinweise auf Ragnos-Anhänger. Jaden muss Terroristen, die eine Magnetschwebebahn sabotieren wollen, aufhalten.

Nach der 2. Mission äußert Rosh die Vermutung, dass die Meister die Schüler „klein halten wollen, damit sie nicht zu mächtig werden“.

### Hoth
Zurück in der Akademie berichtet Skywalker davon, dass man seine Aufzeichnungen über Orte mit starker Macht-Aktivität gestohlen hat. Er vermutet, dass man mit Hilfe des gestohlenen Zepters diese Machtenergie abschöpfen könne. Er schickt Rosh nach Byss, und Jaden soll die Echo-Basis auf Hoth untersuchen.
Dort angekommen macht sich Jaden mit einem Tauntaun auf den Weg. Imperiale Soldaten sind bereits auf dem Planeten, die herausgefunden haben, dass Luke einst nach Dagobah geflohen ist, um Meister Yoda zu treffen, der sich dort wegen der dunklen Aura des Planeten versteckt hatte. Jaden trifft in der Echo-Basis schließlich die weibliche Twi'lek wieder: Alora. Die beiden kämpfen miteinander, aber Alora entkommt. Luke sorgt sich über Rosh, der noch nicht von Byss zurückgekehrt ist. Kyle fliegt los, um ihn zu suchen. Jaden wird wegen seiner Leistung auf Hoth zum Padawan ernannt und soll weitere Missionen durchführen.

### Padawan-Missionen
- Nar Kreeta: Unterhändler, die einen Friedensvertrag aushandeln wollten, werden von einem Hutten-Gangsterboss festgehalten. Jaden muss sie befreien und gegen einen Rancor antreten.
- Zonju V: Ein Raumhafenarbeiter soll Informationen über Kultisten besitzen. Jaden fliegt mit einem Speederbike zu einem Außenposten und wird dabei angegriffen.
- Kril'dor: Jaden muss zusammen mit Wedge Antilles und seiner Fliegerstaffel eine Tibanna Gas-Plattform sprengen.
- Coruscant: Lannik Racto, ein bekannter Gangster, überschwemmt den Schwarzmarkt mit einer großen Zahl an Attentäter-Droiden. Jaden soll ihn stellen und gefangen nehmen.
- Dosunn: Übertragungen deuten darauf hin, dass sich hier Kultisten befinden. Jaden wird aber gefangen genommen. Rax Joris, imperialer Statthalter von Dossun, bietet ihm eine Wette an. Wenn er lebend sein Raumschiff erreicht, kann er den Planeten wieder verlassen.

### Vjun
Die Hinweise verdichten sich, dass die Kultisten alle Orte in Lukes Journal aufsuchen. Kyle und Jaden werden nach Vjun gesandt, zu einer Burg, in der sich Darth Vader aufgehalten hat und wo die Macht immer noch stark ist. Beide kämpfen sich durch Säureregen und imperiale Streitkräfte in Vaders Burg. Durch die Müllbeseitigungsanlage und einen Reaktoranlage arbeiten sie sich in die oberen Stockwerke vor.
Hier ist Jaden auf sich gestellt. Er trifft in Vaders Thronraum auf Rosh, der Ragnos' Zepter in Händen hält, sowie zwei Kultisten. Er ist der dunklen Seite der Macht verfallen und versucht Jaden zu töten. Nachdem Rosh besiegt ist, betreten zuerst Kyle und schließlich Tavion den Raum. Desanns ehemalige Schülerin ist nun die Meisterin von Alora. Sie führt den Kult an, sucht nach Vergeltung und möchte mit der gesammelten Macht Marka Ragnos wiederbeleben. Sie nimmt Rosh mit sich.
Kyle und Jaden kehren zur Akademie zurück und berichten, was sie auf Vjun erlebt haben. Luke Skywalker ist über die Entwicklung sehr besorgt. Für seine Leistungen auf Vjun erhebt er Jaden in den Rang eines Jedi-Ritters und trägt ihm weitere Missionen auf.

### Ritter-Missionen
- Chandrilla: Kultisten machen sich an der Grabstätte eines berühmten Jedi zu schaffen. Jaden bezwingt die Eindringlinge und versiegelt das Grab.
- Tanaab: Kultisten wurden in einem Raumhafen gesichtet. Als Jaden auf sie trifft, wird ein mutierter Rancor auf ihn gehetzt, vor dem er durch eine Industrieanlage fliehen muss, wo er ihn aber letztendlich bezwingen kann.
- Yalara: Vor Zeiten hat ein Jedi-Meister hier eine Tarn-Vorrichtung installiert. Jaden muss dafür sorgen, dass diese Technologie nicht durch die Kultisten missbraucht wird und die Anlage zerstört wird.
- Byss: Da Rosh seine Mission dort nie beendet hat, wird Jaden zusammen mit Kyle entsandt. Sie werden von einem Imperialen Kreuzer festgehalten. Kyle startet die Selbstzerstörung des Kreuzers, während Jaden den Fesselstrahl deaktiviert.
- Ord Mantell: Jaden soll fast vergessene Waffenlager zerstören, damit sie nicht in falsche Hände geraten. Leider hat Boba Fett etwas dagegen und Jaden muss ihn besiegen.

### Taspir und Korriban
Kyle setzt Jaden auf der Plattform einer Fabrikanlage auf Taspir ab. Er soll nach Rosh suchen. Alora erwartet ihn bereits und macht ihm das Leben schwer, aber Jaden kann sich durch die Anlage kämpfen und erreicht schließlich Rosh. Jaden muss sich entscheiden, ob er sich seiner Wut nachgibt oder nicht. Der Spieler hat die Wahl, sich für die helle oder dunkle Seite der Macht zu entscheiden. Wählt man die helle Seite und lässt Rosh am Leben, kommt es zum Kampf mit Alora.
Auf Korriban angekommen dringt Jaden in die Grabstätte ein und erreicht schließlich die Grabkammer von Marka Ragnos, wo Tavion die gesammelte Machtenergie einsetzt, um den Sithlord auferstehen zu lassen. Nach dem Kampf gegen Tavion muss Jaden gegen Ragnos kämpfen, der sich Tavions Körper bemächtigt. Er zerstört schließlich das Zepter. Damit sind Tavion, Ragnos und die übrigen Kultisten besiegt. Rosh erholt sich wieder und will nun seine Ausbildung fortsetzen und ein Jedi-Ritter werden wie Jaden.
Entscheidet sich der Spieler für die dunkle Seite, so muss er auf Korriban auch zusätzlich gegen die Jedi und am Ende neben Tavion auch gegen Kyle kämpfen. Das Ende bleibt dann offen und gilt als nicht kanonisch.

## Spielprinzip
Das Spielprinzip sowie die komplette Spielmechanik unterscheidet sich auf den ersten Blick kaum vom Vorgänger. Sowohl die Schusswaffen als auch die Machtkräfte sind weitestgehend aus Jedi Outcast bekannt. Neben der Tatsache, dass man nicht mehr Kyle Katarn, sondern die selbst erstellte Figur Jaden Korr steuert, unterscheidet sich das Spiel aber massiv bezüglich der Lichtschwert-Varianten. So hat der Spieler die Wahl, ob er ein einzelnes Lichtschwert, zwei oder ein doppelseitiges Lichtschwert führen möchte. Jede Waffe hat unterschiedliche Vor- und Nachteile und für jede Variante gibt es verschiedene Schlag- und Abwehrkombinationen. Außerdem wurden die Akrobatikeinlagen verbessert, so sind zum Beispiel im Vergleich zum Vorgänger deutlich längere Wallruns möglich.

### Mehrspielermodus
Die vier beliebten Spielmodi aus dem Vorgänger wurden übernommen. Auf die speziellen Varianten wie Capture the Ysalamiri und Jedi-Master wurde in Jedi Academy verzichtet. Stattdessen gibt es einen neuen Modus namens Siege, der dem Spielprinzip von Battlefield oder Battlefront nahe kommt.
- Deathmatch
- Team Deathmatch
- Capture the Flag
- Duel
- Siege

#### eSport
Wie schon Jedi Outcast konnte sich auch Jedi Academy im E-Sport etablieren, wobei sich im Laufe der Zeit vor allem die Eins-gegen-Eins-Lichtschwertduelle durchsetzen konnten.

## Rezeption
Star Wars Jedi Knight: Jedi Academy wurde trotz der auf den ersten Blick geringen Innovationen von der Spielepresse sehr positiv aufgenommen. Die GameStar verlieh dem Spiel, wie schon dem Vorgänger, einen GameStar-Award für besonderen Spielwitz. Von der PC Action gab es einen Gold Award und die PC Games ernannte Jedi Academy gar zum Spiel des Jahres.
Der VUD verlieh seinen Verkaufspreis in Gold für 100.000 abgesetzte Kopien in der deutschsprachigen Region.

## Synchronisation
Die Ingame-Zwischensequenzen wurden mit professionellen Sprechern von der Effective Media GmbH synchronisiert. Für die deutschen Stimmen konnten alle originalen Synchronstimmen aus den Kinofilmen engagiert werden.
| Rolle                 | Originalsprecher     | Deutscher Sprecher       |
| --------------------- | -------------------- | ------------------------ |
| Jaden Korr (männlich) | Philip Tanzini       | Dennis Schmidt-Foß       |
| Jaden Korr (weiblich) | Jennifer Hale        | Tanja Geke               |
| Kyle Katarn           | Jeff Bennett         | Erich Räuker             |
| Luke Skywalker        | Bob Bergen           | Hans-Georg Panczak       |
| Rosh Penin            | Jason Marsden        | Marius Clarén            |
| Tavion Axmis          | Kath Soucie          | Claudia Urbschat-Mingues |
| Boba Fett             | Tom Kane             | Karl Schulz              |
| Alora                 | Grey DeLisle-Griffin | Heide Domanowski         |
| Wedge Antilles        | Chris Cox            | Hans-Jürgen Dittberner   |
| Lannik Racto          | Nick Jameson         | Hans Teuscher            |
| Rax Joris             | Gregg Berger         | Torsten Münchow          |